# Titanat-Nanoschicht

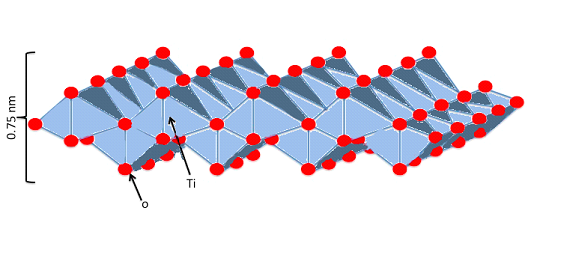
Struktur einer Titanat-Nanoschicht

Titanat (IV) -Nanoschichten (TiNs) haben eine 2D-Struktur, wobei TiO6 -Oktaeder in einem 2D-Gitter vom Lepidokrokit-Typ mit der chemischen Formel HxTi2—x/4☐x/4O4 ⦁ H2O (x~0.7; ☐, Lücke) kantengebunden sind. Titanat-Nanoblätter können als Platten mit molekularer Dicke und unendlichen planaren Abmessungen betrachtet werden.

## Herstellung

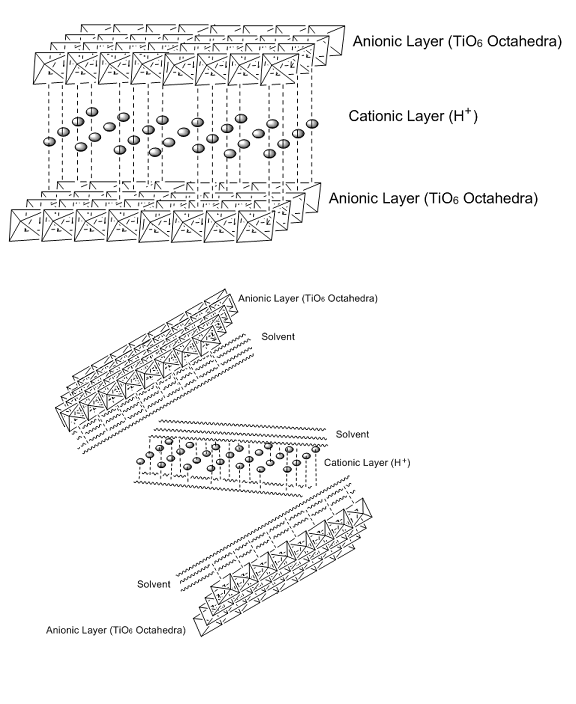
Exfoliation von anorganischen Schichtmaterialien. Ein anorganisches Ausgangsmaterial, das aus alternierenden Schichten geladenen Materials besteht, besteht im Fall des protonierten Titanats aus der kationischen Schicht aus Protonen, während die anionische Schicht aus kantengebundenen TiO6-Oktaedern besteht. Ein Lösungsmittel wird so gewählt, dass es eine größere Wechselwirkungsenergie mit den Blättern hat als sie miteinander. Diese Wechselwirkung ersetzt die Bindungen, die die Blätter zusammenhalten, wodurch kolloidale Suspensionen von 2D-Nanoblättern entstehen.

TiNs werden typischerweise durch Flüssigphasen-Abblätterung von protonischem Titanat gebildet. In anorganischen Schichtmaterialien sind einzelne Schichten durch Van-der-Waals-Wechselwirkungen miteinander verbunden wenn sie neutral sind und zusätzlich durch Coulomb-Wechselwirkungen, wenn sie aus entgegengesetzt geladenen Schichten bestehen. Durch Flüssigphasen-Peeling können diese einzelnen Schichten von Schichtmaterialien effizient mit einem geeigneten Lösungsmittel getrennt werden, wodurch einschichtige kolloidale Suspensionen entstehen. Die Lösungsmittel müssen eine Wechselwirkungsenergie mit den Schichten aufweisen, die größer ist als die Wechselwirkungsenergie zwischen zwei Schichten. In-situ-Röntgenbeugung-Daten zeigen, dass TiNs als Makromoleküle mit einer ausreichenden Menge Lösungsmittel zwischen den Schichten behandelt werden können, so dass sie sich als einzelne Blätter verhalten.

## Eigenschaften
Unilamellare TiNSs besitzen eine Reihe einzigartiger Eigenschaften und sollen die Eigenschaften von herkömmlichem Titanat und Titandioxid kombinieren. Strukturell handelt es sich um unendliche ultradünne (~ 0,75 nm) 2D-Platten mit einer hohen Dichte an negativen Oberflächenladungen, die von den Sauerstoffatomen an den Ecken der benachbarten Oktaeder stammen. TiNs können diese anionische Ladung ausgleichen, indem sie eine konterionische Schicht zwischen die beiden Lagen einfügen, entweder durch Aufschichten oder in wässriger Lösung. Diese elektrische Doppelschicht verleiht dem Material flexible Abstände zwischen den Schichten, hohe Kationenaustauschkapazität und ausgezeichnete dielektrische Eigenschaften.
In der Regel leidet Titanoxid an Sauerstoffleerstellen, welche das Potenzial als Kondensatoren verringern, da diese Leerstellen als große Leckagen und Ladungsträgerfallen fungieren, jedoch besitzen TiNS Titan-Leerstellen, die Kanäle für den Elektronentransfer fördern. Wenn Titan-Leerstellen vorhanden sind, verringert sich die effektive Ladung der Elektronen an den Sauerstoffatomen und die Bewegung der Elektronen wird behindert.

## Anwendungen
TiNs können aufgrund ihrer zweidimensionalen Geometrie und Struktur als hocheffiziente Adsorbentien und Photokatalysatoren wirken. Dieses Phänomen kann für verschiedene Anwendungen genutzt werden, einschließlich der Entfernung von Metallionen und Farbstoffen aus Wassersystemen. Ferner kann das Potenzial von TiNS als Elektrokatalysator die Effizienz der Brennstoffzelle während der Brennstoffoxidation verbessern. In ähnlicher Weise hat sich interkaliertes Myoglobin als effizienter Katalysator für Wasserstoffperoxid erwiesen.
TiNs können auch zur Immobilisierung von Biomolekülen verwendet werden. Wenn eine Monoschicht aus Hämoglobin in TiNs eingelagert wird, wird der Elektronentransfer zwischen den aktiven Stellen des Proteins und den Elektroden verstärkt, und die elektrokatalytische Aktivität zur O2 -Reduktion steigt. Außerdem können heterostrukturierte Nanoblätter aus Fe3O4-Na2Ti3O7 zur Proteintrennung verwendet werden. Positiv geladenes Hämoglobin wird bei einem pH-Wert von 6 in wässriger Umgebung an die Nanoblätter gebunden, während negatives Albumin in der Lösung nachgewiesen werden kann.
Die interessanteste Anwendung von TiNs ist vielleicht die Entwicklung eines Materials, das von elektrostatisch abstoßenden Wechselwirkungen dominiert wird. TiNS zeigen eine maximale elektrostatische Abstoßung, wenn sie kofazial ausgerichtet sind. Um das darauf basierende Hydrogel herzustellen, wird eine Lösung von TiNs in einem starken Magnetfeld platziert, in dem Abstoßungskräfte eine quasikristalline Struktur induzieren. Bei Bestrahlung mit UV-Licht polymerisiert die Lösung und bildet ein vernetztes Netzwerk, das nicht kovalent an die TiNs gebunden ist. Dadurch entsteht ein Verbundwerkstoff, der orthogonal aufgebrachten Druckkräften widersteht, sich aber aufgrund von Scherkräften leicht verformt. TiNS-Lösungen dieser Art können als schwingungsdämpfendes oder schwingungsisolierendes Material eingesetzt werden und bei der Gestaltung von künstlichem Knorpel.

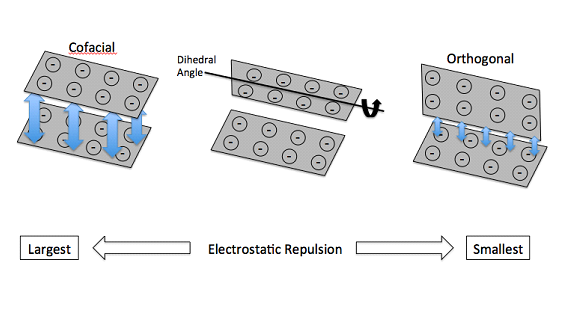
Kofaziale Ausrichtung von TiNs. Die kofaziale Ausrichtung des anionisch geladenen Titanats maximiert die Abstoßung zwischen Cofacial-Schichten und tritt unter einem Magnetfeld auf.

Titanat-Nanoblätter können durch einfaches Tropfengießen auch innerhalb des Polymers parallel zur Oberfläche des Substrats ausgerichtet werden. Die Interkalation des Polymers und die Orientierung von Nanoblättern wurden durch Kleinwinkel-Röntgenstreuung (SAXS) unter Verwendung eines In-Plane-Scanners und eines symmetrischen Scans untersucht. Die SAXS-Kartierung zeigte eine homogene Ausrichtung der Titanat-Nanoblätter innerhalb des Polymers. Die mechanische Verstärkung von Polyamidsäure unter Verwendung von Titanat-Nanoblättern stimmte mit dem Halpin-Tsai-Modell überein, einem zusammengesetzten Modell, bei dem der Füllstoff in einer ausgerichteten Position angeordnet ist.